# 石田尚巳
石田 尚巳（いしだ なおみ、1976年7月29日 - ）は、京都市出身の日本の俳優。リミックス所属。身長175cm、体重65kg、血液型O型。
本名は同じ。

## 来歴・人物
- 2008年まで芸名（上坂克洋）で出演していたが、現在は本名で出演している。

## 出演

### 映画
- 新・極道渡世の素敵な面々・きりとりブルース（1999年／ムービーブラザース）
- 岸和田少年愚連隊 カオルちゃん最強伝説（2001年／ゼネティックインターナショナル）
- 日本沈没（2006年／東宝）
- フラガール（2006年／シネカノン）
- さくらん（2007年／アスミックエース）
- 次郎長三国志〜大馬鹿者でござんす〜（2008年／角川映画）
- 臨場・劇場版（2012年／東映）
- 棒の哀しみ（2016年）- 吉本 役
- 海賊と呼ばれた男 (2016年）- 国岡鐡造の親族 役
- アウトレイジ 最終章（2017年） - 済州島の刑事 役
- ミスターロン（2017年） - 三頭会組員 役
- 華うつろ花は咲く（2017年） - ヤクザ 役
- 星に語りて～Starry Sky～（2018年／きょうされん） - 山田晴彦 役
- ラプラスの魔女（2018年） - 研究所SP 役
- 検察側の罪人（2018年） - 検察官 役
- 劇場版コードブルー ~ドクターヘリ緊急救命~（2018年）- 脳外科助手 役
- Fukushima50（2020年） - 細川雄輝 役

### テレビドラマ

#### NHK
- ドンパル（2012年10月／NHK BSプレミアム） - 石田 役
- 酔いどれ小籐次留書 第11回（2013年 ／NHK BSプレミアム） - 北町同心 役
- 忠臣蔵の恋〜四十八人目の忠臣〜／10・11話（2016／NHK土曜時代劇） - 上杉家家臣 役
- とと姉ちゃん ／ 90回（2016／NHK連続テレビ小説 ）- 長澤の仲間 役
- スニッファー味覚捜査官／6話 （2016／NHK土曜ドラマ ）- 犯人の男 役
- 逃げる女 ／1・2話（2016／NHK土曜ドラマ ）- 検察官 役
- ひよっこ 第100回（2017年） - 「夜のきまぐれショー」のディレクター 役
- 大河ドラマ（NHK）
  - おんな城主 直虎（2017年） - 今川の追手 役
  - 麒麟がくる（2020年）
  - 青天を衝け（2021年） - 松平頼胤 役
- NHK未解決事件 大型シリーズ「File.7 警視庁長官狙撃事件」（2018、NHKスペシャル） - 隊長 役
- ぬけまいる~女三人伊勢参り~／第3話（2018 、NHK土曜時代ドラマ） - 箱根関所番士 役
- 志村けんin探偵佐平60歳（2018 、NHKスペシャルコント） - 中国人大富豪 役
- アイアングランマ2／第3話（2018 、NHKBSプレミアムドラマ） - 鳴海の部下 役
- 蛍草 菜々の剣／第二話（2019、NHK BS時代劇） - 医師 役

#### 日本テレビ系
- 一番大切な人は誰ですか? 第10話（2004年） - チーマー 役
- ゆとりですがなにか／1・8・9話（2016年）- ウーマンウーマンの店長 役
- レンタル救世主／最終話（2016年）- SP 役
- 先に生まれただけの僕／第5話（2017、日本テレビ） - 樫松物産社長運転手 役
- 今からあなたを脅迫します／第8話（2017、日本テレビ） - 刑事 役

#### テレビ東京系
- Pinkの遺伝子 第1話（2005年） - 古着屋の店長 役
- 水曜ミステリー9　刑事吉永誠一・涙の事件簿10　沈黙の宴（2012年10月） - 飛田拓次 役
- 水曜ミステリー9　マトリの女 厚生労働省 麻薬取締官（2014年2月） - 松本直樹 役
- アイドル戦士×ミラクルチューンズ／第10・12話（2017年）- ボディガード 役
- スモーキング／第2話（2018 、テレビ東京 木ドラ25） - 熊ノ山城会組員 役
- あまんじゃく・元外科医の殺し屋が医療の闇に挑む（2018 、テレビ東京開局55年特別企画） - ワイドショー司会者 役
- 連続ドラマJ プリズンホテル ／5・6話（2017、BSジャパン） - 大曽根組組員 役

#### フジテレビ系
- 夢をかなえた男・マラソン王・金栗四三（1999年／テレビ熊本）
- 金曜プレミア・剣客商売スペシャル『女用心棒』（2006年） - 浪人 役
- 僕たちがやりました／第5話（2017年）- 刑事 役
- CRiSiS／第8話（2017年）- 伏見 役
- ON 異常犯罪捜査官・藤堂比奈子／第7話（2016、関西テレビ） - 警官 役
- 絶対零度・未然犯罪潜入捜査 ／第9話（2018 、フジテレビ） - 怪しい男（殺し屋） 役
- シグナル・長期未解決捜査班／最終回（2018 、関西テレビ） - 救急隊員 役
- 限界団地／第7話（2018、東海テレビ） - 警官 役
- ストロベリーナイト・サーガ（2019年） ‐ 三原鉄男 役

#### テレビ朝日系
- 土曜ワイド劇場・京都殺人案内29（2006年11月／ABC・松竹） - 老人ホームの職員 役
- 遺留捜査 第7話（2011年） - 覚醒剤の売人 吉永 役
- 検事・朝日奈耀子12（2012年） - 秘書 役
- 相棒season15／第10話（2017年／元旦スペシャル）- 西野 役
- 復讐捜査~警察犬と刑事の殺人追跡行~（2018 、テレビ朝日日曜プライムドラマスペシャル） - 高林の若い衆 役
- BG~身辺警護人~／第1話、最終回（2018 、テレビ朝日木曜ドラマ） - 記者 役
- ヒモメン／第7話（2018 、テレビ朝日 土曜ナイトドラマ） - 記者 役
- 名探偵・明智小五郎 第2夜「VAMPIRE ~巨大病院サイバージャック‼︎」（2019、テレビ朝日） - オペ助手 役
- やすらぎの刻〜道（2019年） - 下士官・士官 役

#### TBS系
- A LIFE ~愛しき人~／第2話（TBS日曜劇場） - 救急隊員 役
- 3人のパパ／第4話（TBSテッペン！水ドラ！！） - 恭平の親父 役
- 内田康夫サスペンス・信濃のコロンボ4・5（TBS月曜名作劇場） - 長野県警刑事・長野西署刑事 役
- 都庁爆破（2018 、TBS新春ドラマスペシャル） - テロリスト 役
- ブラックペアン／第7話（2018 、TBS日曜劇場） - 帝華大麻酔医 役
- インハンド／第2話（2019、TBS金曜ドラマ） - マスコミ 役

#### WOWOW
- 沈まぬ太陽／1・2・3話（2016、WOWOW開局25周年記念ドラマ） - 整備士 役

#### ネットドラマ
- でぶせん／第4話（2016、huluオリジナルドラマ） - 黄龍組組員 役
- フジコ／第5話（2015、hulu オリジナルドラマ） - ナンパする男 役
- UNDERWEAR アンダーウェア／第11話（2015、Netflixオリジナルドラマ） - 石塚 役

### その他のテレビ番組

#### 日本テレビ系
- 日本史サスペンス劇場
- 心ゆさぶれ・先輩ROCK YOU・トゥルーストーリー

#### フジテレビ系
- 奇跡体験！アンビリーバボー
- 直撃！シンソウ坂上SP~日航123便からのメッセージ・33年目の真相~
- 衝撃スクープSP「金正男暗殺事件の真相~北朝鮮・史上最大の兄弟ケンカ全記録~」

#### NHK総合
- ファミリーヒストリー
- 歴史秘話ヒストリア「最強交渉人、世界に挑むカミソリ大臣 陸奥宗光」青木周蔵 役

#### NHKEテレ
- 先人たちの底力 知恵泉「幕末おもてなし大作戦~外国人の心をつかむには~」井上清直 役
- 先人たちの底力 知恵泉「長谷川平蔵」

### 舞台
- 夢の海賊（新本一馬演出／2000年） - 木島 役
- 夜の森〜真夏の夜の夢〜（木野花演出／2001年） - オーベロン 役
- ヒツジの絵（木野花演出／2002年） - 川藤 役
- 喝采〜旅芸人の唄〜（木野花演出／2003年） - 樹生 役
- Knokin on Hevens Door（新本一馬演出／2003年） - 新聞記者 役
- リア王（MOTSU演出／2003年） - 伝令師 役
- ドロップ（納戸正明演出／2004年） - ケイタ 役
- オトコマイ（小川修平演出／2005年） - 山下広海 役
- ピン☆ドン（小川修平演出／2005年） - 直樹 役
- 夏の夜の夢（野崎美子演出／2005年） - イージアス 役
- TUMBLE（小川修平演出／2006年） - 旅館の店主 役
- 剣客商売〜もうひとつの宝〜（中畑八郎演出／2006年） - 村松小弥太 役
- 座頭市（水谷幹夫演出／2009年） - 百姓 役
- 月葬（ぱく・ばんいる演出／2009年） - マルス・マン・ディアマント 役
- 間違いの喜劇（ぱく・ばんいる演出／2009年） - 金細工師アンジェロ 役
- アセンション2012（上杉祥三演出／2010年） - 服部義則 役
- 夢の海賊（ぱく・ばんいる演出／2010年） - 犬の大将 役
- コクーン歌舞伎『佐倉義民傳』（串田和美演出／2010年） - 百姓 役
- 婢伝五稜郭（高橋征男演出／2010年） - 隅倉兵馬 役

#### 演出作品
- いつか見た男達（2004年）

### オリジナルビデオ
- 続・バブルと寝た女達（1999年）
- ワイルドタッチ3パチスロ大攻略アステカ編（1999年）
- 新・銀鮫〜六本木金融伝説〜（2000年）
- 実録・仁義なき戦い・関西二十日会三代目合田幸一・任侠修行編（2004年）
- ヤンキー弁護士〜キャバクラ嬢　優奈のケース（2012年） - 回想の刑事 役
- 發の竜〜逆転の闘牌〜第二章（2017年） − 元井 役
- 日本列島三国志（2018 ） -  警備員 役

### CM
- NTT東日本・FLETS ADSL
- 2016  P&G レノア

### VP
- Vodafone live! BB+3Gコンテンツ
- ソニー生命　2013 Grand Convention on OAHU